# Катастрофа Ан-12 под Улан-Удэ
Катастрофа Ан-12 под Улан-Удэ — авиационная катастрофа грузового самолёта Ан-12А Полярной авиации (Аэрофлот), произошедшая в субботу 11 сентября 1965 года близ Улан-Удэ, в результате которой погибли 8 человек.

## Самолёт
Ан-12А с заводским номером 2400503 и серийным 05-03 выпущен Воронежским авиационным заводом в феврале 1962 года. Авиалайнер получил регистрационный номер СССР-11337 и передан Главному управлению гражданского воздушного флота, которое, в свою очередь, направило его в 247-й (Шереметьевский) авиаотряд Полярного управления. На момент катастрофы борт 11337 совершил 4030 циклов «взлёт-посадка».

## Экипаж и пассажиры
В экипаж самолёта входили пилоты 247-го лётного отряда в составе 6 человек:
- Командир воздушного судна — Прошкин Василий Гаврилович
- Второй пилот — Смирнов Вадим Алексеевич
- Штурман — Буслаев Анатолий Иванович
- Бортмеханик Хаустов Леонид Яковлевич
- Бортрадист — Серов Михаил Алексеевич
- Бортпроводник — Гладышев Борис Иванович

На борту находились 2 пассажира, которые сопровождали груз.

## Катастрофа
Самолёт выполнял грузовой рейс по маршруту Ташкент — Фергана — Новосибирск — Красноярск — Иркутск — Южно-Сахалинск, в ходе которого перевозил 10 475 кг винограда. Выполняя предпоследний этап маршрута, в 08:15 самолёт вылетел из Красноярска. Во время полёта погода в Иркутске значительно ухудшилась. По данным на 09:55 небо было полностью затянуто кучево-дождевыми и разорвано-дождевыми облаками с нижней границей 130 метров, шёл мокрый снег, видимость составляла 1500 метров. В связи с этим Иркутский аэропорт был закрыт, диспетчер направил борт 11337 в Улан-Удэ. В Улан-Удэ на тот момент стояла переменная (10/4 балла) слоисто-кучевая и кучево-дождевая облачность, верхняя и средняя, с нижней границей 1000 метров, видимость достигала 20 километров. В 10:01 экипаж связался с командно-диспетчерским пунктом Улан-удэнского аэропорта, после чего получил разрешение снижаться до высоты 4200 метров по стандартному давлению (760 мм рт. ст.). Через минуту с самолёта передали о начале снижения, на что получили прямой пеленг — 285°, то есть самолёт находился прямо на трассе. В 10:07 экипаж получил данные о погоде в аэропорту и сообщил о занятии высоты 4200 метров. В ответ диспетчер сообщил, что самолёт находится 80 километрах от аэропорта, после чего дал указание снижаться до высоты 1200 метров по направлению на дальнеприводный радиомаяк. В 10:10 (15:10 местного времени) снизившийся до высоты 1200 метров Ан-12 в 32 километрах от аэропорта в почти горизонтальном полёте в облаках врезался в покрытый лесом склон горы и полностью разрушился. Примерное место падения — граница Кабанского и Иволгинского районов на хребте Хамар-Дабан. Все 8 человек на борту погибли.

## Причины
Согласно заключению следственной комиссии, катастрофа произошла из-за действий экипажа, имеющего недостаточно опыта при посадках на незнакомые аэродромы, а также из-за плохого взаимодействия между собой диспетчерских служб красноярского, иркутского и улан-удэнского аэропортов. Так на данном этапе полёта запасным аэродромом был назначен Красноярск, хотя запас топлива на борту был недостаточным для выполнения обратного полёта из Иркутска. Улан-Удэ, в свою очередь, запасным аэродромом не назначался, а потому экипаж и не подготавливался к посадке в нём. Оставшийся запас времени на полёт в этот аэропорт сильно ограничивал подготовку. Между тем, инструкция улан-удэнского аэропорта не обеспечивала безопасность полётов на самолётах типа Ан-10 и Ан-12, так как сборник схем разрешал выполнять снижение для пробивания облачности только до 2400 метров — минимального безопасного эшелона, так как на местности имеются горы высотой до 1600 метров, а также это обеспечивает устойчивое отображение самолёта на экране радиолокатора. Когда же диспетчер дал указание снижаться до 1200 метров, то он при этом сделал серьёзное упущение — забыл уточнить, что указанная высота дана не по уровню моря, а по уровню аэродрома, то есть на 515 метров выше. Экипаж, в свою очередь, не изучил на картах и схемах аэропорта рельеф местности, иначе бы знал, что данная высота над уровнем моря не может быть безопасной над местностью, имеющей высоты до 1600 метров. Этому могло способствовать то, что незадолго до катастрофы диспетчер сообщил на самолёт об отсутствии в аэропорту топлива, пригодного для Ан-12, и оборудования для заправки таких самолётов, из-за чего экипаж был озадачен проблемой длительной задержки в аэропорту.

### Комментарии
1. ↑  Здесь и далее указано Московское время (UTC+03:00).